# Tryptofaan
Tryptofaan (afgekort als Trp of W) is een groot, hydrofoob aminozuur dat zich kenmerkt door zijn indool-bevattende zijketen. Het is een van de ruim twintig natuurlijk voorkomende aminozuren die voor de eiwitsynthese worden gebruikt. Tryptofaan behoort tot de categorie essentieel aminozuur, wat inhoudt dat het niet kan worden gevormd door het menselijk lichaam en dus via de voeding moet worden opgenomen.
Tryptofaan is een uitgangsstof voor de aanmaak van veel belangrijke indoolderivaten zoals de neurotransmitter serotonine, het hormoon melatonine en het vitamine nicotinezuur. Deze stoffen hebben invloed op stemming, zelfvertrouwen, slaap, emotie, seksuele activiteit en eetlust. Omdat tryptofaan in relatief lage concentraties in het lichaam voorkomt, is het in mindere mate beschikbaar en men vermoedt dat het een snelheidsbepalende rol speelt tijdens de eiwitsynthese.

## Biochemie en synthese

### Eigenschappen
Tryptofaan is een apolair, hydrofoob aminozuur. De aminozuurzijketen van tryptofaan is lipofiel en aromatisch, het is daarom slecht oplosbaar in water. Het iso-elektrisch punt is 5,89, de pKCOOH is 2,4, de pKNH2 9,3 (beide bij 25 °C). Het vanderwaalsvolume is 163, en de hydrofobiteit −0,9. Vrij tryptofaan en eiwit-gebonden tryptofaaneenheden fluoresceren in ultraviolette straling. Bij excitatie met ultraviolet licht met een golflengte van 280 nm volgt een fluorescentie-emissie tussen 308-350 nm, die afhankelijk is van de polariteit van de directe omgeving van tryptofaan. Als er in eiwitten tryptofaaneenheden aanwezig zijn, overstijgt de fluorescentie van tryptofaan de fluorescentie van de andere aromatische aminozuren (tyrosine en fenylalanine).
Bij veel gewervelden, waaronder de mens, is tryptofaan een essentieel aminozuur. Dit betekent dat het niet kan worden gesynthetiseerd door het lichaam en dus via de voeding moet worden opgenomen. Planten en micro-organismen kunnen tryptofaan wél de novo produceren.

### Biosynthese
Planten en micro-organismen kunnen L-tryptofaan produceren, onder andere uit shikiminezuur of antranilzuur. Het laatste reageert met fosforibosylpyrofosfaat onder afsplitsing van difosfaat. Na ringopening van de ribose-eenheid, gevolgd door decarboxylering en dehydratatie wordt uiteindelijk indool-3-glycerolfosfaat verkregen, dat wordt omgezet in indool. In de laatste stap katalyseert tryptofaansynthase de omzetting van deze laatste verbinding in glyceraldehyde-3-fosfaat met de intermediaire stof indool gebonden aan het enzym en met de tussenkomst van serine. Het aminozuur wordt gecodeerd door het volgende codon: UGG. Naast tryptofaan wordt alleen methionine gecodeerd door een enkel codon.
| De biosyntheseroute van tryptofaan uit chorismaat en antranilzuur |
| De biosyntheseroute van tryptofaan                                |

### Industriële synthese
De industriële productie van L-tryptofaan is gebaseerd op de fermentatie van L-serine en indool en maakt gebruik van een (wildtype of genetisch gemodificeerde) stammen als B. amyloliquefaciens, B. subtilis, C. glutamicum of E. coli. De reactie wordt gekatalyseerd door het enzym tryptofaansynthase.

## Voorkomen in voedsel
Mensen houden een relatief lage lichaamsvoorraad tryptofaan aan en de tryptofaanconcentratie in het lichaam is het laagst van alle aminozuren. Niettemin zijn slechts relatief kleine hoeveelheden nodig om in de behoefte te voorzien. De aanbevolen dagelijkse inname ligt tussen 250 mg en 425 mg per dag (3,5 tot 6,0 mg per kg lichaamsgewicht per dag).
Tryptofaan komt in de meeste eiwitrijke voeding voor, hoewel het van alle aminozuren die voor eiwitsynthese worden gebruikt het minst vaak voorkomt. De typische dagelijks inname is voor veel volwassenen ongeveer 900 tot 1000 mg. Enkele veelvoorkomende voedingsbronnen van tryptofaan zijn haver, bananen, gedroogde pruimen, melk, tonijn, kaas, brood, gevogelte (kip, kalkoen, fazant, kwartel), pinda's en chocolade. Ook sommige zaden, zoals pompoenpitten, sesamzaad, zonnebloempitten, amandelen en linzen zijn relatief rijk aan tryptofaan.
Een glas warme melk voor het slapen gaan is een oeroude remedie tegen slapeloosheid. Het is echter nooit wetenschappelijk bewezen dat het de tryptofaan in de melk is die voor dit effect zorgt. Ook het slaperige gevoel dat mensen ervaren die kalkoen eten – traditioneel op Thanksgiving in de Verenigde Staten – wordt wel aan tryptofaan toegeschreven.
De volgende voorbeelden geven een overzicht van het tryptofaangehalte in verschillende levensmiddelen. Naast de hoeveelheid tryptofaan per 100 gram levensmiddel is het procentuele aandeel van tryptofaan in het voedingseiwit aangegeven:
| Levensmiddel     | Totaal proteïne | Tryptofaan | Aandeel |
| ---------------- | --------------- | ---------- | ------- |
| Sojabonen        | 36,49 g         | 0,59 g     | 1,6%    |
| Parmezaanse kaas | 37,90 g         | 0,56 g     | 1,5%    |
| Sesamzaad        | 17,00 g         | 0,37 g     | 2,2%    |
| Zonnebloempitten | 17,20 g         | 0,30 g     | 1,7%    |
| Varkensvlees     | 19,27 g         | 0,25 g     | 1,3%    |
| Kalkoen          | 21,89 g         | 0,24 g     | 1,1%    |
| Kip              | 20,85 g         | 0,24 g     | 1,1%    |
| Rundvlees        | 20,13 g         | 0,23 g     | 1,1%    |
| Zalm             | 19,84 g         | 0,22 g     | 1,1%    |
| Lamsbout         | 18,33 g         | 0,21 g     | 1,2%    |
| Baars            | 18,62 g         | 0,21 g     | 1,1%    |
| Ei               | 12,58 g         | 0,17 g     | 1,3%    |
| Melk             | 3,22 g          | 0,08 g     | 2,3%    |
| Witte rijst      | 7,13 g          | 0,08 g     | 1,2%    |
| Aardappel        | 2,14 g          | 0,02 g     | 0,8%    |
| Banaan           | 1,03 g          | 0,01 g     | 0,9%    |

### Gebruik als voedingssupplement
L-Tryptofaan (de variant die in de natuur voorkomt) is ook als aanvulling verkrijgbaar bij sommige drogisterijen, apotheken en zelfs smartshops. Het kan slaapbevorderend, angstdempend en als antidepressivum werken. Ook heeft het een positieve invloed op de ontwikkeling van de spieren, bij bijvoorbeeld bodybuilders. L-tryptofaan werkt nauw samen met vitamine B6 oftewel pyridoxine. In de meeste tryptofaansupplementen is vitamine B6 toegevoegd.
Sommige medicatie, vooral antidepressiva die de beschikbaarheid van serotonine vergroten (zoals SSRI's en MAO-remmers), mag niet tegelijk met L-tryptofaan genomen worden. Suppletie kan ook neveneffecten hebben (bijwerkingen). Wazig zien, duizeligheid, vermoeidheid en een licht psychisch onwel zijn - men voelt zich heel vreemd en wazig - kunnen voorkomen.
Het slikken van L-tryptofaan als voedingssuplement is in 1989 in verband gebracht met een verhoogd aantal eosinofielen. Het recent beschreven eosinofiliemyalgiesyndroom is een chronische multisysteemziekte met een spectrum van klinische symptomen dat varieert van voorbijgaande myalgie en vermoeidheid tot een progressieve ziekte met dodelijk afloop.
Diabetische ketoacidose blijkt de plasmatryptofaanniveaus te kunnen uitputten. Tryptofaandeficiëntie veroorzaakt cataract bij ratten. Een tekort aan het aminozuur stopt de chromatineafbraak in de secundaire lensvezels van ratten.

## Functies
Tryptofaan is een proteïnogeen aminozuur en wordt gebruikt als bouwstenen bij de biosynthese van eiwitten. Veel dieren (inclusief de mens) zijn niet in staat tryptofaan te synthetiseren: ze moeten het via hun voeding binnenkrijgen. Het aminozuur tryptofaan is een precursor (voorloperstof) van verscheidene belangrijke producten zoals serotonine, melatonine, vitamine B3, indoolazijnzuur, pigmenten in insectenogen en een aantal alkaloïden. Tryptofaansuppletie kan mogelijk een herstellende rol spelen bij leeftijdgerelateerde circadiaanse veranderingen.

### Eiwitsynthese

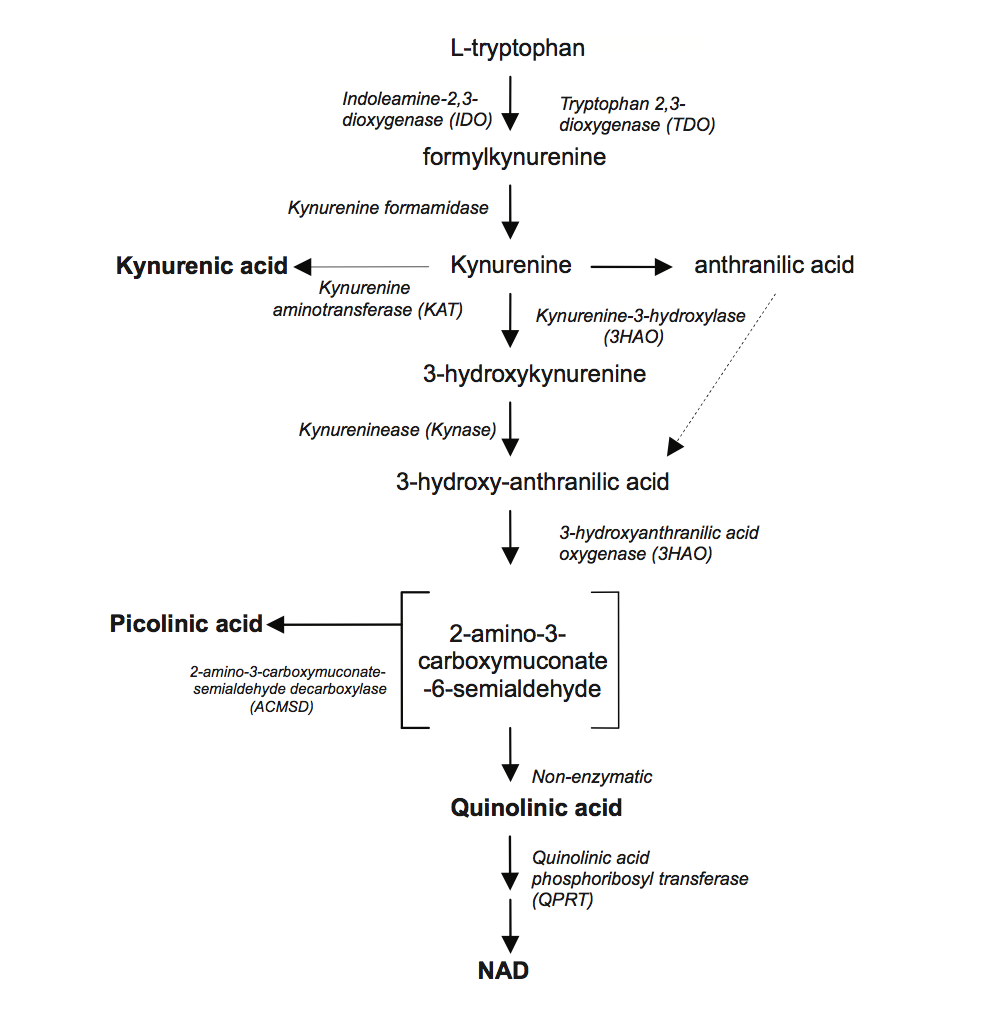
De kynurenine stofwisselingsroute in het centrale zenuwstelsel

De voornaamste rol van tryptofaan in het menselijk lichaam is als een bestanddeel van eiwitten. Omdat van alle aminozuren tryptofaan in relatief lage concentraties in de voeding voorkomt, is relatief minder beschikbaar en wordt er van uitgegaan dat tryptofaan een snelheidsbepalende rol speelt tijdens de eiwitsynthese. Net als bij alle andere aminozuren wordt uitsluitend de L-isomeer gebruikt. Alleen deze L-isomeer kan ook de bloed-hersenbarrière passeren.

### Kynureninesynthese
Na eiwitsynthese is de tweede meestvoorkomende stofwisselingsroute van tryptofaan de synthese van kynurenine. Bij afbraak van tryptofaan wordt ongeveer 90% van de afgebroken tryptofaan in kynurenine omgezet. Kynurenine heeft een belangrijke fysiologische rol: het is de precursor van kynureninezuur en chinolinezuur, die beide de neurotransmitterstofwisseling beïnvloeden. Kynureninezuur is een antagonist van de glutamaatreceptor, en chinolinezuur is een agonist van de NMDA-receptor. Kynurenine is ook betrokken bij een ultraviolet (UV) filter dat het netvlies van het oog beschermt tegen UV-stralen. De doeltreffendheid van deze bescherming neemt af met de leeftijd, wat bijdraagt tot de normale leeftijdsgerelateerde veranderingen in kleuring en fluorescentie van de ooglens. Deze veranderingen spelen bij sommige individuen een rol bij de vorming van cataract.

### Synthese van serotonine

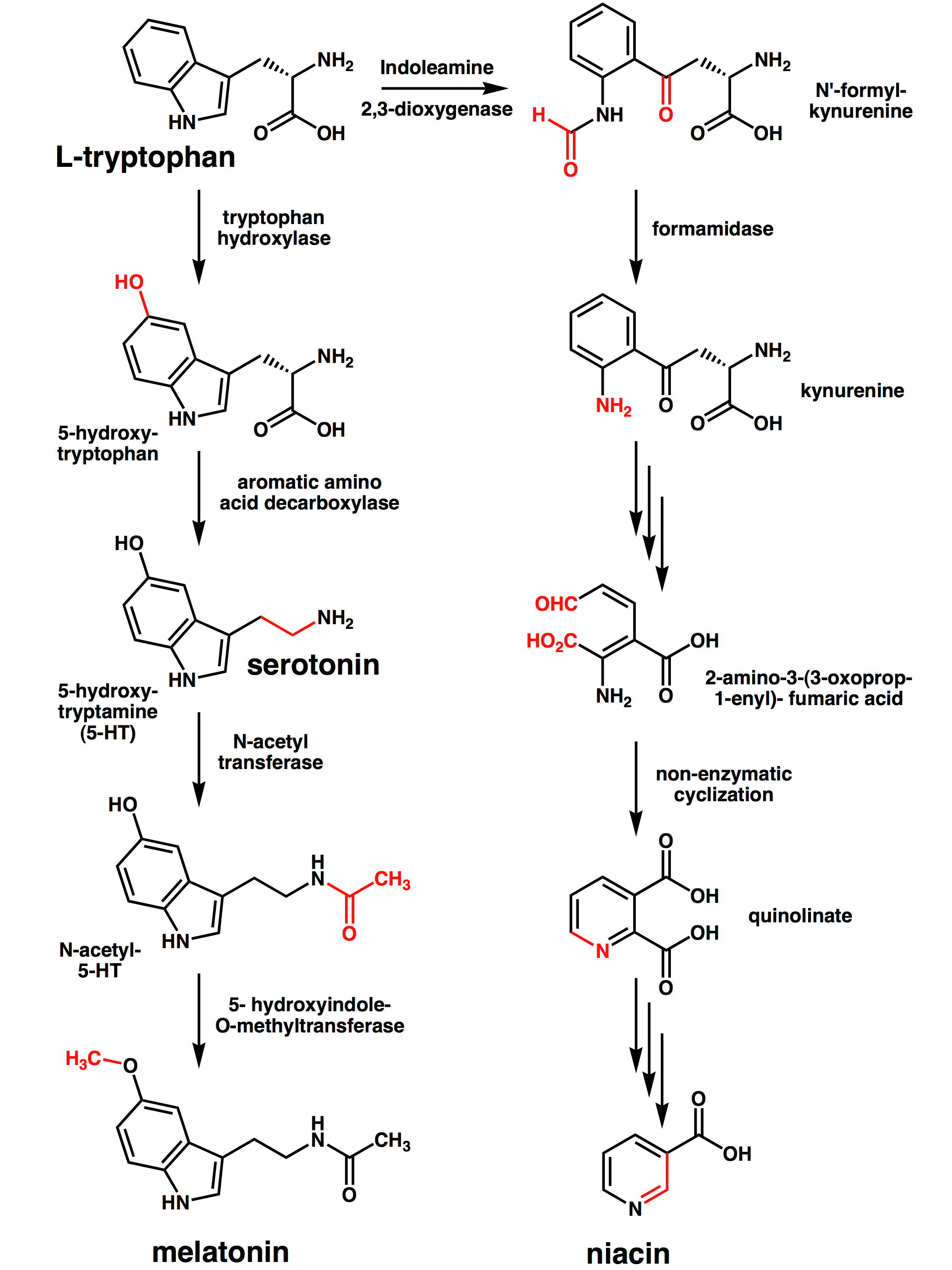
Stofwisseling van tryptofaan in serotonine en melatonine (links) en niacine (rechts). Getransformeerde functionele groepen na elke chemische reactie zijn in rood aangegeven.

Tryptofaan is een precursor van serotonine. Hoewel slechts 3% van de tryptofaan in het lichaam gebruikt wordt voor serotoninesynthese, is serotoninesynthese een van de belangrijkste stofwisselingsroutes van tryptofaan en een onderwerp van intensief onderzoek. Er wordt geschat dat slechts 1% van de tryptofaan wordt gebruikt voor serotoninesynthese in de hersenen. Geschat wordt dat bij zoogdieren 95% van serotonine gevonden wordt in het maag-darmstelsel. Maar ondanks de relatief lage concentratie van serotonine in de hersenen vergeleken met die in de rest van het lichaam, heeft serotonine grote impact als een neurotransmitter en neuromodulator en is het betrokken bij talrijke psychiatrische aandoeningen en psychologische processen.
Eerst wordt in de hersenen tryptofaan omgezet in 5-hydroxytryptofaan via het enzym tryptofaanhydroxylase. Dit is de snelheidsbeperkende stap. Daarna wordt 5-hydroxytryptofaan omgezet in serotonine door het enzym aromatisch-L-aminozuur-decarboxylase. Het is de activiteit van tryptofaanhydroxylase die afhankelijk is van de beschikbaarheid van tryptofaan in de hersenen. Omdat tryptofaanhydroxylase meestal 50% verzadigd is met tryptofaan, kan een toename of afname van de beschikbaarheid van tryptofaan in de hersenen de serotoninesynthese in de hersenen verhogen of verlagen. Serotonine zelf kan, in tegenstelling tot tryptofaan, de bloed-hersenbarrière niet passeren. Tryptofaanhydroxylase is ook afhankelijk van zuurstof en biopterine als cofactoren die de enzymatische activiteit reguleren.

### Synthese van melatonine
Melatonine is een hormoon dat uit serotonine wordt geproduceerd in de tryptofaan/serotonine stofwisselingsroute. Het regelt circadiane ritmes en beïnvloedt de voortplanting en het immuunsysteem, evenals spijsverteringsprocessen en de peristaltiek van de maag.

### Overige functies
Andere noemenswaardige functies van tryptofaan zijn:
- Tryptaminesynthese. Tryptamine een van tryptofaan afgeleide biologisch actieve verbinding. De directe decarboxylering van tryptofaan leidt tot de synthese van kleine hoeveelheden tryptamine in de concentratierange ng/g, wat een belangrijke neuromodulator is van serotonine. Studies met dieren hebben aangetoond dat tryptamine fungeert als een regulator voor de balans tussen exciterende en remmende functies van serotonine, en in andere gevallen fungeert tryptamine als een neurotransmitter met specifieke receptoren, onafhankelijk van serotonine.[2]

- Synthese van NAD/NADP. Tryptofaan speelt een rol als een substraat voor de synthese van co-enzymen NAD (nicotinamide-adenine-dinucleotide) en NADP. NAD en NADP zijn co-enzymen die essentieel zijn voor elektronoverdrachtreacties (dat wil zeggen redoxreacties) in alle levende cellen. Deze co-enzymen worden gesynthetiseerd uit geconsumeerde tryptofaan via de kynurenine stofwisselingsroute of uit niacine (vitamine B3).[2]

- Synthese van vitamine B3. Tryptofaan kan fungeren als een substraat voor de synthese van nicotinezuur (vitamine B3) in de lever via de hierboven genoemde kynurenine/chinolinezuurroute. Er zijn echter negen omzettingsstappen nodig en deze omzetting verloopt weinig efficiënt. Er is ongeveer 60 mg tryptofaan nodig om één milligram nicotinezuur te maken. De aanbevolen dagelijkse hoeveelheid van nicotinezuur is 17 mg per dag. De inname van vitamine B3 uit de voeding is meestal dusdanig hoog, dat er weinig behoefte is aan extra synthese vanuit tryptofaan.[2]

Tryptofaan heeft ook effecten op andere neurotransmitters en verbindingen in het centraal zenuwstelsel. De concentraties van dopamine, noradrenaline en beta-endorfine nemen toe na orale inname van tryptofaan. Via de serotoninesynthese speelt tryptofaan waarschijnlijk ook een rol bij modulatie van het hormoonstelsel (cortisol, prolactine en groeihormoon).

## Absorptie
Na consumptie via de voeding, wordt tryptofaan uit voedingseiwit vrijgemaakt en gemakkelijk geabsorbeerd via de capillairen in de darmwand. Het wordt naar de lever getransporteerd via de poortader. De absorptie en het gebruik van tryptofaan zijn kwetsbaar voor zowel primaire aangeboren genetische afwijkingen als secundaire darmstoornissen. Daarnaast zijn er verschillende erfelijke auto-immuunziekten van de darm die invloed hebben op de absorptie, zoals coeliakie en de ziekte van Crohn.
Bij de ziekte van Hartnup is er sprake van verminderde terugresorptie van tryptofaan in de nieren evenals een verstoorde opname (malabsorptie) van tryptofaan in de darm. De neurologische verschijnselen ervan worden deels veroorzaakt door afbraakproducten van tryptofaan in de darm. Dit speelt ook een rol bij het blauweluiersyndroom. Bacteriële afbraak van tryptofaan in de darm leidt dan tot overmatige productie van indolen. Deze indolen worden in de lever omgezet in indicaan, wat wateroplosbaar is en vervolgens wordt uitgescheiden in de urine. Bij blootstelling aan de lucht oxideert deze verbinding, waarbij een eigenaardige indigoblauwe verkleuring van de urine ontstaat. Symptomen omvatten doorgaans spijsverteringstoornissen, koorts en visuele problemen.

## Farmacokinetiek

### Transport over bloed-hersenbarrière
Na opname in de darm wordt tryptofaan verdeeld over het menselijk lichaam in de bloedsomloop. In tegenstelling tot de andere 19 voor eiwitsynthese gebruikte aminozuren, is naar schatting 75% tot 85% van de circulerende tryptofaan gebonden aan albumine (sommige schattingen gaan zelfs tot 95%). Het is vooral de niet-gebonden, vrije tryptofaan die voor transport over de bloed-hersenbarrière (BHB) beschikbaar is. Omdat tryptofaan een hogere affiniteit heeft voor het transporteiwit dat het over de bloed-hersenbarrière kan transporteren (BHB-transporteiwit) dan voor albumine, zal (aan albumine gebonden) tryptofaan dat zich in de nabijheid van de bloed-hersenbarrière bevindt, waarschijnlijk dissociëren van het albumine om te worden opgenomen in de hersenen. Door dit verschil in affiniteit hebben sommige onderzoekers geconcludeerd dat tot 75% van de albumine-gebonden tryptofaan beschikbaar is voor transport over de bloed-hersenbarrière. In de bloedbaan concurreert tryptofaan met andere grote neutrale aminozuren (zoals histidine, isoleucine, leucine, methionine, fenylalanine, threonine, tyrosine en valine) voor het BHB-transporteiwit. Aangezien het BHB-transporteiwit bijna verzadigd is bij normale plasmaconcentraties van aminozuren, is het erg vatbaar voor competitieve remming.
Wegens de concurrentie tussen de grote neutrale aminozuren om het transporteiwit, wordt de biologische beschikbaarheid van tryptofaan over de bloed-hersenbarrière het beste uitgedrukt door de verhouding van tryptofaan tot de som van de concurrerende aminozuren. Daarom heeft een verandering van deze verhouding een aanzienlijke invloed op de concentraties tryptofaan die in de hersenen beschikbaar is voor serotoninesynthese. Het innemen van een cocktail van grote neutrale aminozuren, zonder tryptofaan, is de snelste manier om een tryptofaantekort te veroorzaken en wordt regelmatig in wetenschappelijk onderzoek voor dat doel ingezet.
Ook andere invloeden, zoals stress, insulineresistentie, een tekort aan magnesium of vitamine B6 evenals toenemende leeftijd hebben invloed op de snelheid van serotoninesynthese. Niettemin zijn schommelingen in de verhouding tussen tryptofaan en concurrerende aminozuren, evenals de veranderende beschikbaarheid van tryptofaan in de voeding de twee factoren die dit proces het sterkst beïnvloeden.

### Vergroting van beschikbaarheid
Tot op zekere hoogte kan de beschikbaarheid van tryptofaan voor de hersenen worden vergroot door inname van koolhydraten te verhogen en door de inname van eiwitten te verlagen. Koolhydraatinname heeft geen invloed op de niveaus van tryptofaan in de bloedbaan, maar kan wel de concentraties van concurrerende aminozuren doen afnemen door activatie van insuline, wat de relatieve beschikbaarheid van tryptofaan voor transport naar de hersenen toe vergroot. Eiwit bevat juist relatief lage concentraties van tryptofaan en de inname van een eiwitmaaltijd verhoogt de concentratie van concurrerende aminozuren ten opzichte van tryptofaan. Het resultaat is een groter concurrentievoordeel van concurrerende aminozuren ten opzichte van tryptofaan voor transport over de bloed-hersenbarrière. Via de consumptie van koolhydraten of eiwitten kan de beschikbaarheid van tryptofaan voor de synthese van serotonine worden gewijzigd. Het is echter onwaarschijnlijk dat de veranderingen in de relatieve beschikbaarheid van tryptofaan via manipulatie van de proteïne of koolhydraatinname, substantieel genoeg zijn om een aanzienlijke invloed te hebben op het gedrag van een gezond individu.
Naast deze voedingsfactoren die de beschikbaarheid van tryptofaan voor de synthese van serotonine beïnvloeden, is ook van alcoholgebruik aangetoond dat het de verhouding tussen tryptofaan en concurrerende aminozuren doet afnemen. De daling is circa 10% na ongeveer 30 minuten en 20%-25% ongeveer anderhalf tot twee uur na inname. Dit suggereert dat de serotoninesynthese is verminderd onder deze omstandigheden. Waar een gemiddeld persoon dit niveau van serotoninedepletie waarschijnlijk kan verdragen zonder dat dit invloed heeft op het gedrag, kan bij kwetsbare individuen een grotere negatieve werking (bijvoorbeeld 50 % of meer) optreden. Deze kwetsbaarheid is mogelijk te wijten aan een vooraf bestaande verminderde serotoninefunctie die verder zouden kunnen worden aangetast door de verminderde serotoninesynthese na alcoholgebruik.
Een mogelijk teveel aan tryptofaan wordt omgezet in xanthureenzuur, dat vervolgens door de nieren kan worden uitgescheiden.

## Geschiedenis
Frederick Gowland Hopkins en Sydney Cole ontdekten tryptofaan in 1901 na het geïsoleerd te hebben uit caseïne-eiwit. De moleculaire structuur ervan werd enige tijd later opgehelderd door Ellinger en Flamand. De eerste synthese van tryptofaan vond plaats in 1949, maar in de jaren 80 van de twintigste eeuw werd de chemische synthese van tryptofaan vervangen door fermentatieprocedures die sterk verhoogde opbrengsten gaven.
De ontdekking dat tryptofaan een onmisbaar voedingsbestanddeel is vond plaats in de jaren 50 van de twintigste eeuw. In de jaren 70 en 80 van de twintigste eeuw werd ontdekt dat tryptofaan slaapbevorderend werkt. In deze periode werd tryptofaan ingezet als een therapeutisch middel om chronische slapeloosheid tegen te gaan.
In de jaren 80 van de twintigste eeuw kwamen ook de eerste tryptofaanbevattende voedingssupplementen op de markt. Kort daarna, in 1988 en 1989, was er een uitbraak van eosinofilie-myalgie syndroom (EMS) onder gebruikers van tryptofaansupplementen, waarbij 37 personen overleden en meer dan 1.500 gebruikers van tryptofaan ernstig ziek werden. Na onderzoek is de bron van de uitbraak herleid tot één enkele grondstoffabrikant, de "Showa Denko Company of Japan", en de oorzaak bleek te liggen in een nieuwe manier van tryptofaansynthese met genetisch gemanipuleerde bacteriën. Hierdoor werd de tryptofaangrondstof verontreinigd met een vreemde stof. Als gevolg van de EMS-uitbraak verbood de Amerikaanse Food and Drug Administration (FDA) alle over-the-counter verkoop van tryptofaansupplementen, waardoor uitsluitend beperkt gebruik was toegestaan van tryptofaan geproduceerd door producenten in de Verenigde Staten. Ook in diverse andere landen is L-tryptofaan verboden geweest. Sinds 1989 zijn er geen incidenten meer gemeld na het gebruik van tryptofaansupplementen. In de VS is het verbod opgeheven in 2001.